# Тихий (Пермский край)
Тихий — посёлок в Кудымкарском районе Пермского края. Входил в состав Степановского сельского поселения. Располагается у юго-западной окраины города Кудымкара. По данным Всероссийской переписи населения 2010 года, в посёлке проживало 335 человек (154 мужчины и 181 женщина).
В посёлке 6 улиц: Дачная, Западный пер., Плодовоягодная, Тимирязева, Тихая, Ягодная.